# 파이뉴스
파이뉴스(finance-news)는 라임 커뮤니케이션이 운영하는 대한민국의 인터넷 컨텐츠 뉴스 사이트로, 2023년 3월에 서비스를 시작하였다.

## 개요
파이뉴스는 인터넷 신문사로, "세상의 가치 있는 정보를 빠르게 전달한다"는 슬로건으로 뉴스를 전달한다. 또한 다양한 분야의 뉴스를 신속하고 정확하게 제공하고 독자들에게 객관적인 시각으로 뉴스를 바라볼 수 있도록 하며, 한쪽 의견만을 강요하거나 편파적이지 않은 상태를 지향한다. 다양한 의견을 수렴하여 독자들이 스스로 판단할 수 있는 뉴스를 제공한다.